# 潘光岳
潘光岳，字仲瑛，号石闾，廣東南莊河滘人，家居鳌头堡登云里，清朝政治人物、進士出身。

## 生平
嘉庆十八年，广东乡试中举。次年，选入觉罗官学教习。嘉慶二十二年（1817年），登丁丑科進士，同年五月，改翰林院庶吉士，散馆后，历任刑部江西司、湖广司、山东司行走，在北京寓所去世。有孙潘衍桐、潘衍䤰。